# Flaüta
La flaüta és la flauta de tres forats pròpia de les illes Pitiüses. Està dins de la categoria d'instruments de vent de fusta amb embocadura de bec i un tub cilíndric d'uns 45 cm de llargada amb tres forats a la part inferior per a la digitació: dos de superiors i un d'anterior. La flaüta es toca seguint la combinació clàssica flauta i el tamborí; la flaüta se sona amb la mà esquerra que, alhora, agafa un tambor semblant al tamborí pel canell. El tambor és colpejat amb una vareta que es porta a la mà dreta que a les Pitiüses rep el nom de tocador o sonador. La flaüta té una escala diatònica i sol anar afinada en Si. Segons la classificació tradicional és considerat un instrument de vent fusta. És un instrument similar al txistu del País Basc o al galobet o flaütet de la Provença.
És un instrument que està fet amb fusta de baladre i acostuma a estar ricament ornamentada amb gravats fets al cos de l'instrument i, a vegades, fins i tot amb relleus fets també amb la mateixa fusta o amb metall que pot ser plom o estany. El mateix passa amb el bec de l'instrument, que tot i poder ser únicament de fusta, la majoria de vegades està fet amb un d'aquests dos metalls esmentats.

## Història
El conjunt flaüta-tamborí està molt disseminat arreu de l'Europa occidental. És una flauta originària d'Occitània que es va estendre ràpidament durant el segle xi arreu de la Corona d'Aragó i posteriorment es va estendre per la península Ibèrica. Avui en dia encara es pot trobar aquest tipus de flabiol de tres forats a tot el sud d'Occitània, especialment a la zona de Bearn i la Provença, als Pirineus d'Aragó, al País Basc i a alguns indrets de Lleó i d'Extremadura. Així i tot a cada un d'aquests indrets rep un nom diferent tot i que el que més s'assembla a la pronuncia pitiüsa que diu [flə'utə] amb la forma gascona del Bearn que diu [fla'βyto].

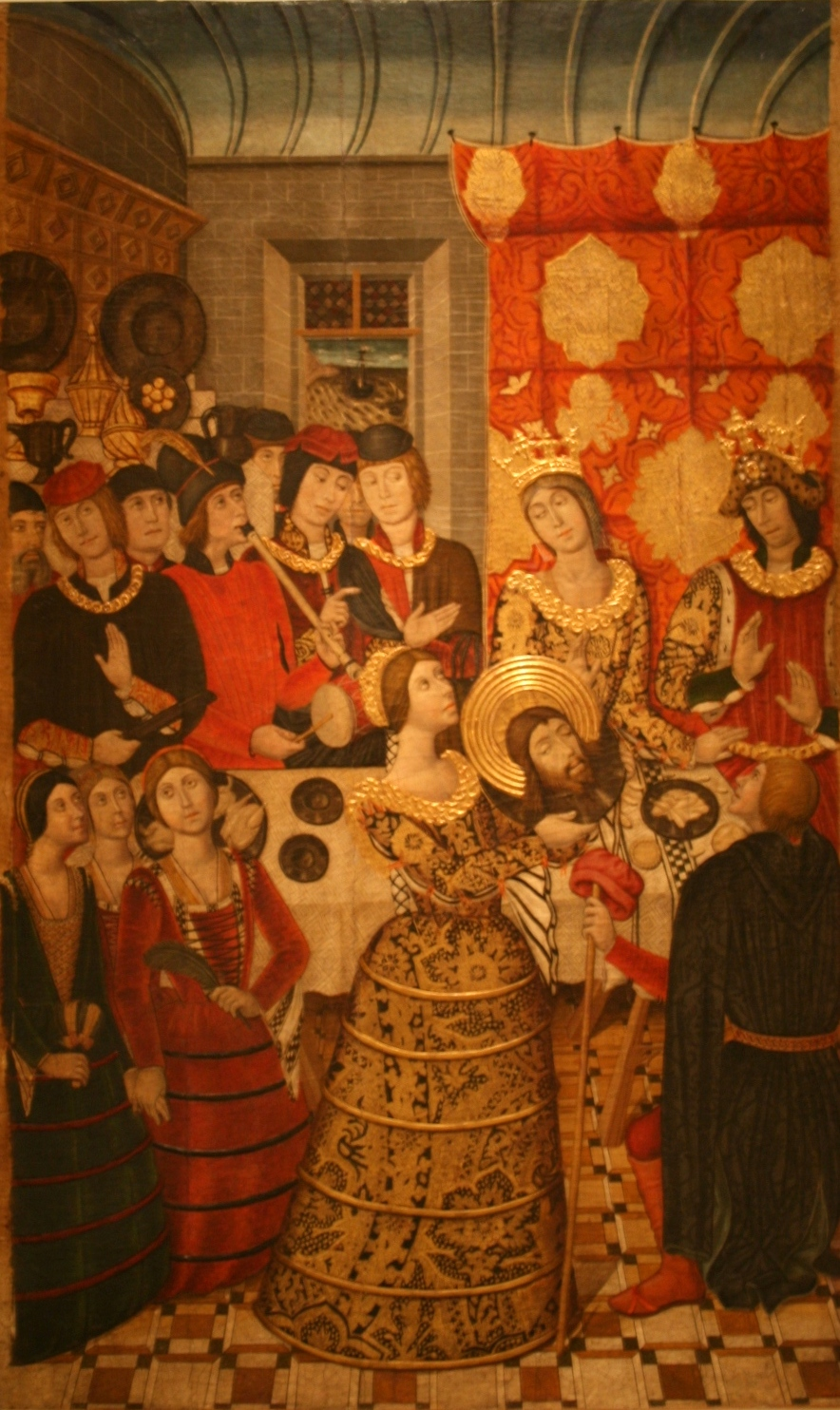
Pintura de Pere Garcia de Benavarri. s.XV

La flaüta arribà a les Pitiüses després de la  conquesta catalana de l'any 1235 i gràcies a l'aïllament i la insularitat que han patit les illes Pitiüses fins a arribar al segle xx han ajudat al fet que, mentre aquest instrument anava desapareixent de forma gradual de la península Ibèrica a Eivissa i Formentera es conservés. Al Museu Nacional d'Art de Catalunya hi ha una pintura gòtica amb la representació del Banquet d'Herodes pintada pel pintor català Pere Garcia de Benavarri on hi apareix un joglar en segon pla que fa sonar una flauta de tres forats acompanyada d'un tamboret.
Aquest instrument va patir una forta decadència durant la postguerra espanyola havent-hi avui en dia un buit generacional en la societat pitiüsa on gairebé no hi ha ningú nascut entre 1940 i 1970 que sàpiga sonar aquest instrument. Així i tot a finals de la dècada de 1980 i durant la de 1990 hi va haver un cert ànim de renaixença ajudat per l'embranzida de grups i cantautors com Isidor Marí, Aires Formenterencs o Uc que han facilitat que la gent jove conegui aquest instrument i aprengui a fer-lo sonar.

## Tipus de música
La flaüta és present tant als balls tradicionals com en la música religiosa de les Pitiüses. A banda d'això també gaudeix d'un ampli repertori de peces estrictament musicals anomenades gaites.
Pel que fa a la música ballable, la que se sona al ball pagès, hi predominen dos peces: «la llarga» i «la curta». La llarga és una música ràpida, amb un tempo de quatre per quatre i és la que predomina durant tot el ball a un ritme més o menys accelerat. Pel que fa a la curta, aquest ritme amb la seua respectiva tonada, consta d'un ritme ternari i se sona amb un tipus de ball que té el mateix nom que és més lent i pausat i mostra certes similituds amb el ball pla de Catalunya. Tradicionalment, la gent d'edat avançada solia ballar una curta i tot just després els joves ballaven la llarga.
La flaüta ha tingut un paper important dins de la missa. En dates assenyalades és comú trobar una esquadra de sonadors sonant, un dels homes de l'esquadra sona la flaüta acompanyada del tambor mentre que els altres dos que formen l'esquadra sonen un les castanyoles i l'altre l'espasí. Dins de la celebració ja hi ha peces de flaüta, gaites, que es toquen en moments determinats de la missa. Així tenim s'Entrada de Missa, sa Sortida de Missa, es Kyrie, es Credo, s'Alçar a Déu, Oh Maria, etc. Al Nadal és comú sentir a l'esquadra de sonadors tocant les tradicionals caramelles, unes peces que barregen el cant redoblat amb el so de tots tres instruments.
Després, fora d'aquests ambients més formals és un instrument capaç d'adoptar aires ben informals i festius i hi ha un amplíssim repertori de gaites que els sonadors han après o fins i tot, a vegades, han creat. Hi ha algunes gaites que són més conegudes, com sa Calera, anàrem a Sant Miquel, es Puig d'en Francolí, es Pas de Maria, etc. com peces de creació més moderna.

## Alguns sonadors
- Ricardo Carbonell
- Vicent Formiga
- Toni Riera Rosselló, Toni March
- Joan d'en Salvador
- Micolau des Savinar
- Vicent Palermet
- Alfonso Mayans Juan n'Alfonso de can Vicent des Pla
- Toni Manonelles
- Pep Simón
- Miquel Bonet
- Antoni Marí Toni Pins
- Joan de Mossón
- Bartomeu Joan, Xomeu de na Pepa (pare)
- Bartomeu Joan, Xomeu de na Pepa (fill)
- Antoni Marí Marí
- Marc Escandell
- En Bassetes
- Josep Cardona Serapio
- Salvador Roig
- Isidor Marí Mayans